# زوکیا

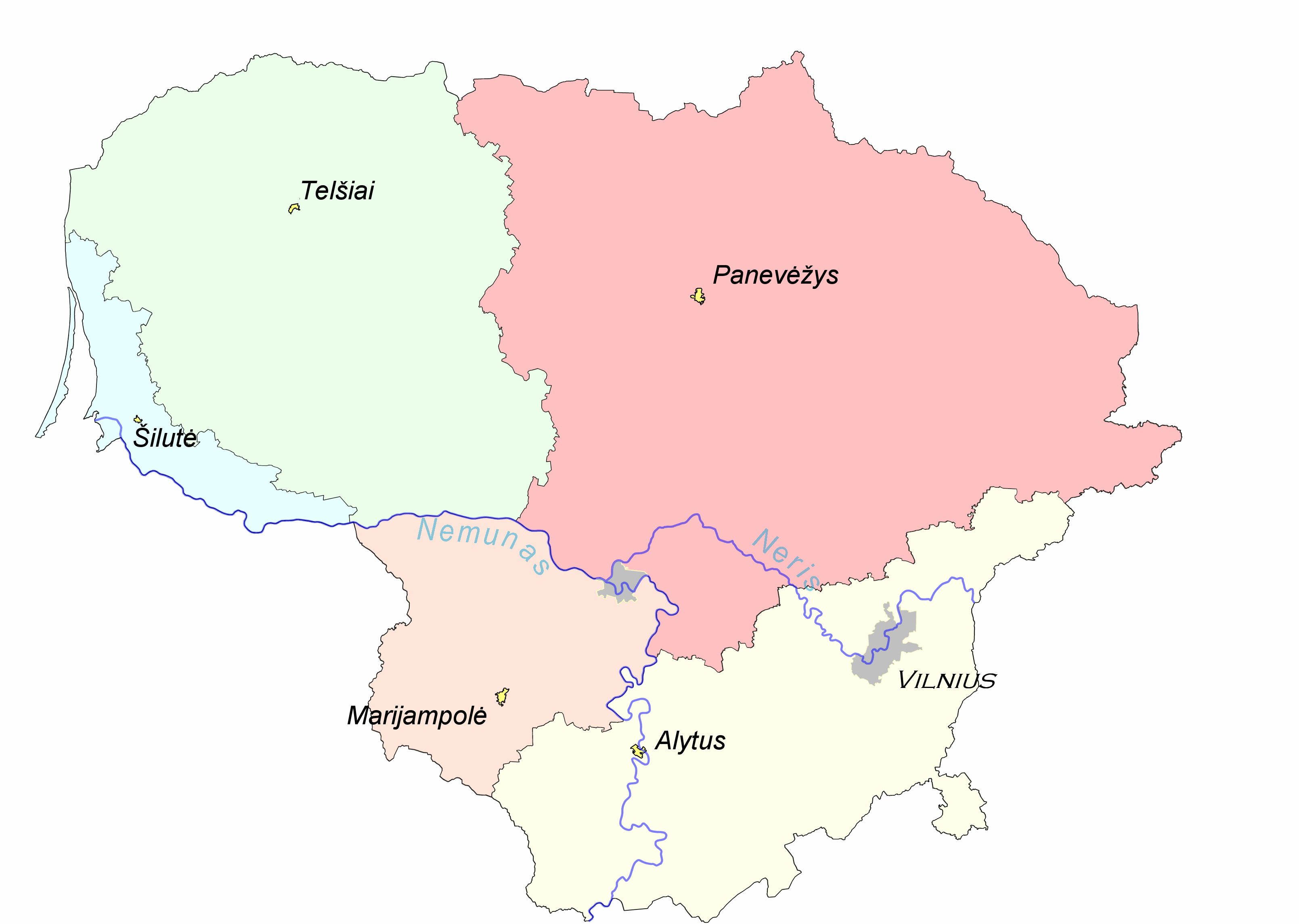
منطقه زوکیا (رنگ زرد)

زوکیا (لیتوانیایی: Dzūkija) یکی از پنج منطقه لیتوانی است که در جنوب این کشور قرار دارد.

نماد منطقه زوکیا